# Martin Littmann
Martin Littmann (geboren 30. Oktober 1864 in Bischofswerder, Königreich Preußen; gestorben 18. Mai 1945 in Zürich) war ein Deutschschweizer Rabbiner.

## Leben
Martin Littmann war ein Sohn des Joseph Littmann und der Henriette Markuse. Littmann besuchte das Königliche Wilhelms-Gymnasium in Königsberg in Preußen und studierte ab 1883 zunächst drei Semester Philologie an der Universität Königsberg und dann Theologie und Altphilologie an der Universität Breslau und am Breslauer Rabbinerseminar. Er wurde 1887 an der Universität Leipzig mit einer Dissertation über Joseph ben Simeon Kara promoviert. Er heiratete Betty Schwabacher. Littmann wurde 1887 Rabbiner und Religionslehrer in Elbing und ging 1893 in die Schweiz an die Israelitische Cultusgemeinde in Zürich. 1937 ging er in den Ruhestand.
Im Jahr 1901 war er Mitgründer des Israelitischen Wochenblatts für die Schweiz.

## Schriften (Auswahl)
- Joseph ben Simeon Kara als Schrifterklärer. Breslau, 1887
- Aus jüdischem Geist. Zürich, 1937
- Artikel in Der Israelit